# Aenictogiton elongatus
Aenictogiton elongatus é uma espécie de inseto do gênero Aenictogiton, pertencente à família Formicidae.